# René Vandierendonck
René Vandierendonck (Rijsel, 1 april 1955) is een Frans politicus. Hij is burgemeester van Roubaix.
Van 1978 tot 1983 was hij assistent publiek recht aan de Universiteit van Rijsel. Vervolgens was hij tot 1989 directeur van het kabinet van de burgemeester van Roubaix.
In 1994 werd hij burgemeester van Roubaix, verkozen op de lijst Centre des démocrates sociaux (CDS). Later werd hij herkozen op de lijst van de Parti Socialiste. Hij is ook ondervoorzitter van de Lille Métropole Communauté urbaine en de regionale raad van Noord-Frankrijk.